# Agnesiella farida
Agnesiella farida är en insektsart som beskrevs av Irena Dworakowska 1994. Agnesiella farida ingår i släktet Agnesiella och familjen dvärgstritar. Inga underarter finns listade i Catalogue of Life.